# Новотроїцьк (Янаульський район)
Новотро́їцьк (рос. Новотроицк, башк. Яңы Троицк) — присілок у складі Янаульського району Башкортостану, Росія. Входить до складу Іжболдінської сільської ради.
Населення — 115 осіб (2010; 174 у 2002).
Національний склад:
- марійці — 71 %